# Terry Milligan
Terry Milligan (* 7. März 1930 in Belfast; † 21. November 2008 ebenda) war ein irischer Boxer. Er war Olympiateilnehmer 1952 in Helsinki und gewann bei der Europameisterschaft der Amateure 1951 eine Bronzemedaille und 1953 eine Silbermedaille.

## Werdegang
Terry (Terrence) Milligan wuchs in Belfast in Nordirland auf. Er begann dort als Jugendlicher im Alter von 13 Jahren mit dem Boxen. Sein erster Trainer war Geordie Scott. Er startete für den St.John's ABC Belfast.
Obwohl Terry Milligan in Nordirland lebte, beteiligte er sich immer an den irischen Meisterschaften und startete ab 1951 bei den internationalen Meisterschaften für Irland. 1951 wurde er erstmals irischer Meister im Halbweltergewicht und wurde daraufhin bei der Europameisterschaft in Mailand in dieser Gewichtsklasse eingesetzt. Er belegte dort hinter Herbert Schilling aus der Bundesrepublik Deutschland und Marcello Padovani aus Italien einen hervorragenden 3. Platz.
Bei den Olympischen Spielen 1952 in Helsinki verpasste er im Halbweltergewicht knapp eine Medaille. Er schlug in Helsinki Ebraham Afsharpour aus dem Iran und Pieter van Klaveren aus den Niederlanden jeweils klar mit 3:0 Richterstimmen, verlor aber im Viertelfinale mit dem gleichen Ergebnis gegen Bruno Visintin aus Italien und belegte damit den 5. Platz.
Bei der Europameisterschaft 1953 in Warschau kämpfte sich Terry Milligan im Halbweltergewicht bis in das Finale gegen Leszek Drogosz aus Polen. Gegen diesen unterlag er aber nach Punkten und wurde damit Vize-Europameister. Durch diese gute Platzierung qualifizierte sich Terry Milligan für eine Europaauswahl, die nach der Europameisterschaft in Warschau zu zwei Vergleichskämpfen in die USA reiste. Er verlor dort aber seine beiden Kämpfe nach Punkten. In Chicago gegen Herb Mickles und in St.Louis gegen Jos Reynolds.
1954 stand er in einer irischen Nationalstaffel, die in Dublin zweimal gegen die Bundesrepublik Deutschland boxte. Er verlor dabei im Halbmittelgewicht startend, zweimal gegen Hans Rienhardt aus Neckarsulm nach Punkten.
Danach widmete sich Terry Milligan, der in einer Flugzeugfabrik arbeitete, mehr seiner Familie und seinem Beruf und startete bei keinen internationalen Meisterschaften mehr. Im Jahre 1958 machte er jedoch eine Ausnahme und qualifizierte sich für die Teilnahme an den British Empire Games in Cardiff. Inzwischen in das Mittelgewicht gewachsen, besiegte er dort B-R. Weir aus Neuseeland durch Disqualifikation in der 2. Runde, kam zu einem kampflosen Sieg über Hari Singh aus Indien und gewann gegen Johnny Caiger, England und im Finale gegen Philippus du Plessis aus Südafrika jeweils klar nach Punkten und gewann damit das Turnier im Mittelgewicht.
Danach trat er vom aktiven Boxen zurück. Er hatte in seiner Karriere 348 Kämpfe bestritten. Profiboxer ist er nie geworden.

## Internationale Erfolge
(OS = Olympische Spiele, EM = Europameisterschaft, Le = Leichtgewicht, Hw = Halbweltergewicht, We = Weltergewicht, Hm = Halbmittelgewicht, Mi = Mittelgewicht, bis 60 kg, 63,5 kg, 67 kg, 71 kg und 75 kg Körpergewicht)
- 1951, 3. Platz, EM in Mailand, Hw, hinter Herbert Schilling, BRD und Marcello Padovani, Italien;

- 1952, 5. Platz, OS in Helsinki, Hw, mit Siegen über Ebraham Afsharpour, Iran und Pieter van Klaveren, Niederlande und einer Niederlage gegen Bruno Visintin, Italien;

- 1953, 2. Platz, EM in Warschau, Hw, hinter Leszek Drogosz, Polen und vor Francisc Ambrus, Rumänien und Bela Szakacs, Ungarn;

- 1958, 1. Platz, British Empire Games in Cardiff, Mi, nach Siegen über B.R. Weir, Neuseeland, Hari Singh, Indien, Johnny Caiger, England und Philippus du Plessis, Südafrika

## Länderkämpfe
(soweit bekannt)
- 1951 in Dublin, Irland gegen BRD, Le, Punktsieger über Wegener,
- 1952 in Dublin, Irland gegen England, Hw, Punktsieger über S. Williams,
- 1952 in Dublin, Irland gegen USA, Hw, Punktsieger über Isaac Vaughn,
- 1953 in London, Großbritannien gegen Irland, Hw, Punktsieger über Parry Dando, Wales,
- 1953 in Chicago, USA gegen Europa, Hw, Punktniederlage gegen Herb Mickles,
- 1953 in St.Louis, USA gegen Europa, Hw, Punktniederlage gegen Joe Reynolds,
- 1954 in Dublin, Irland gegen BRD, Hm, Punktniederlage gegen Hans Rienhardt,
- 1954 in Dublin, Irland gegen BRD, Hm, Punktniederlage gegen Hans Rienhardt

## Irische Meisterschaften
Terry Milligan wurde insgesamt sechsmal irischer Meister in verschiedenen Gewichtsklassen.